# Mosquée khelloua de Sidi Mahrez

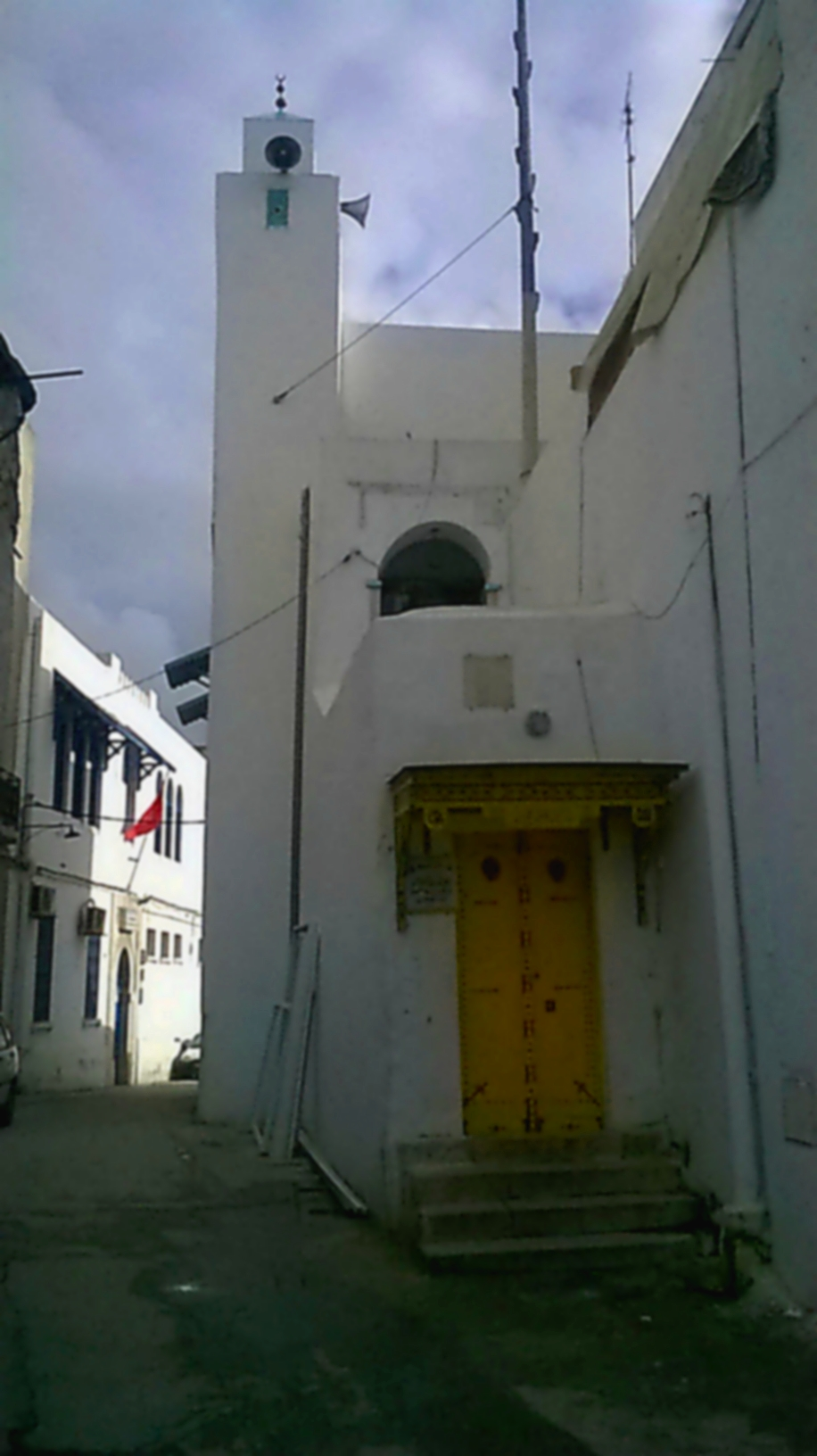
Vue de la mosquée khelloua de Sidi Mahrez.

La mosquée khelloua de Sidi Mahrez (arabe : مسجد خلوية سيدي محرز) est une mosquée tunisienne située dans le quartier de Bab Jedid, rattaché au faubourg de Bab El Jazira, au sud de la médina de Tunis.
Il s'agit d'un monument classé depuis un décret du 16 novembre 1928.

## Localisation
Elle se trouve au numéro 13 de la rue Sidi Ayed.

## Étymologie
Elle tire son nom de son fondateur, Abou Mohamed Mahrez Ibn Khalaf (arabe : أبو محمد محرز بن خلف) ou Sidi Mahrez, connu aussi comme le « sultan de la médina ».
Khelloua est un terme soufi qui désigne un lieu d'isolement où un imam ou cheikh pratique une invocation pouvant durer plusieurs jours. De nos jours, cet espace est devenu un sanctuaire commémorant une personne ou un concept religieux. 

## Histoire
Récemment restaurée, elle est construite en 380 de l'hégire par Sidi Mahrez, comme indiqué sur la plaque commémorative.

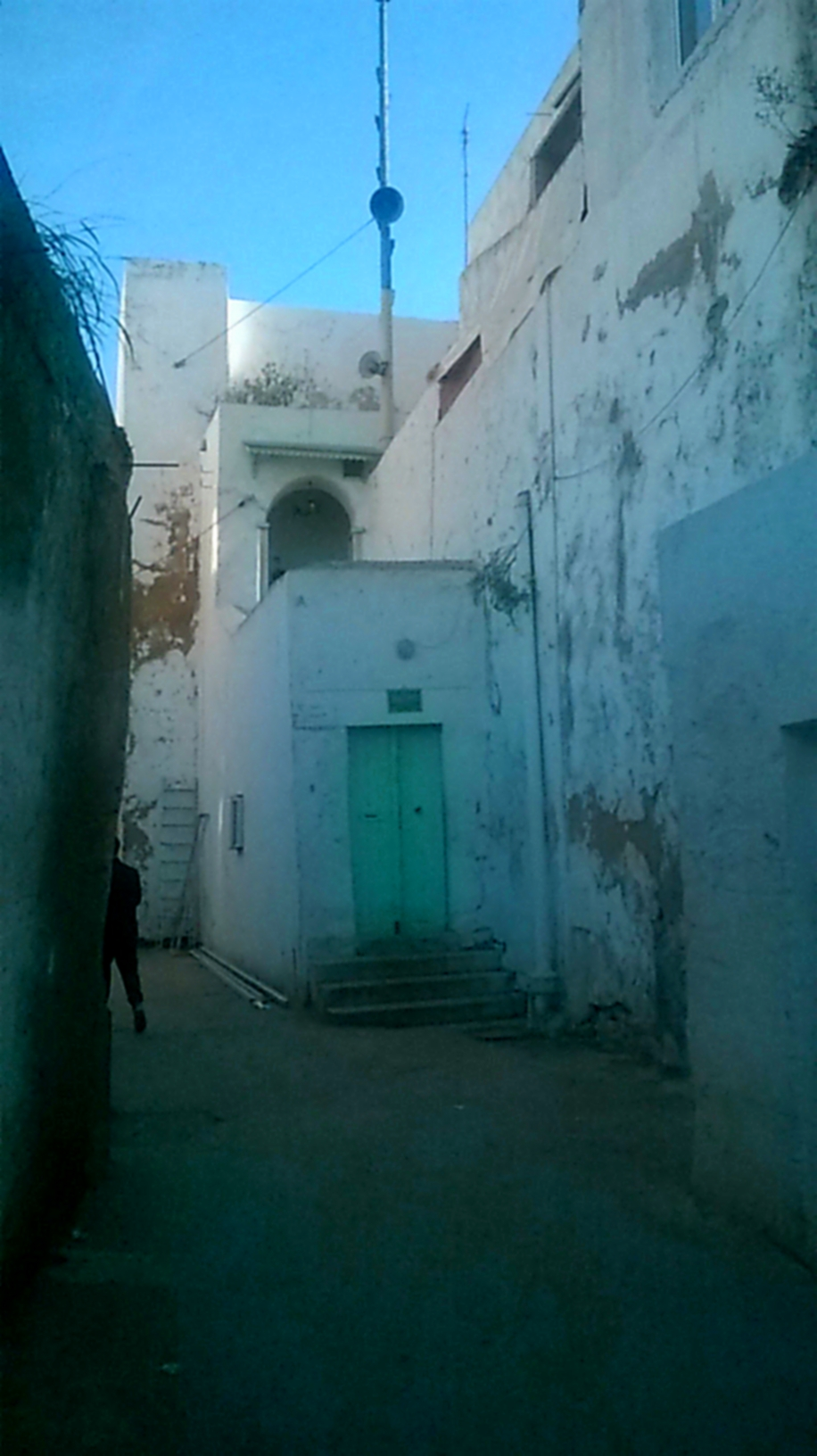
Vue de la mosquée avant la restauration.
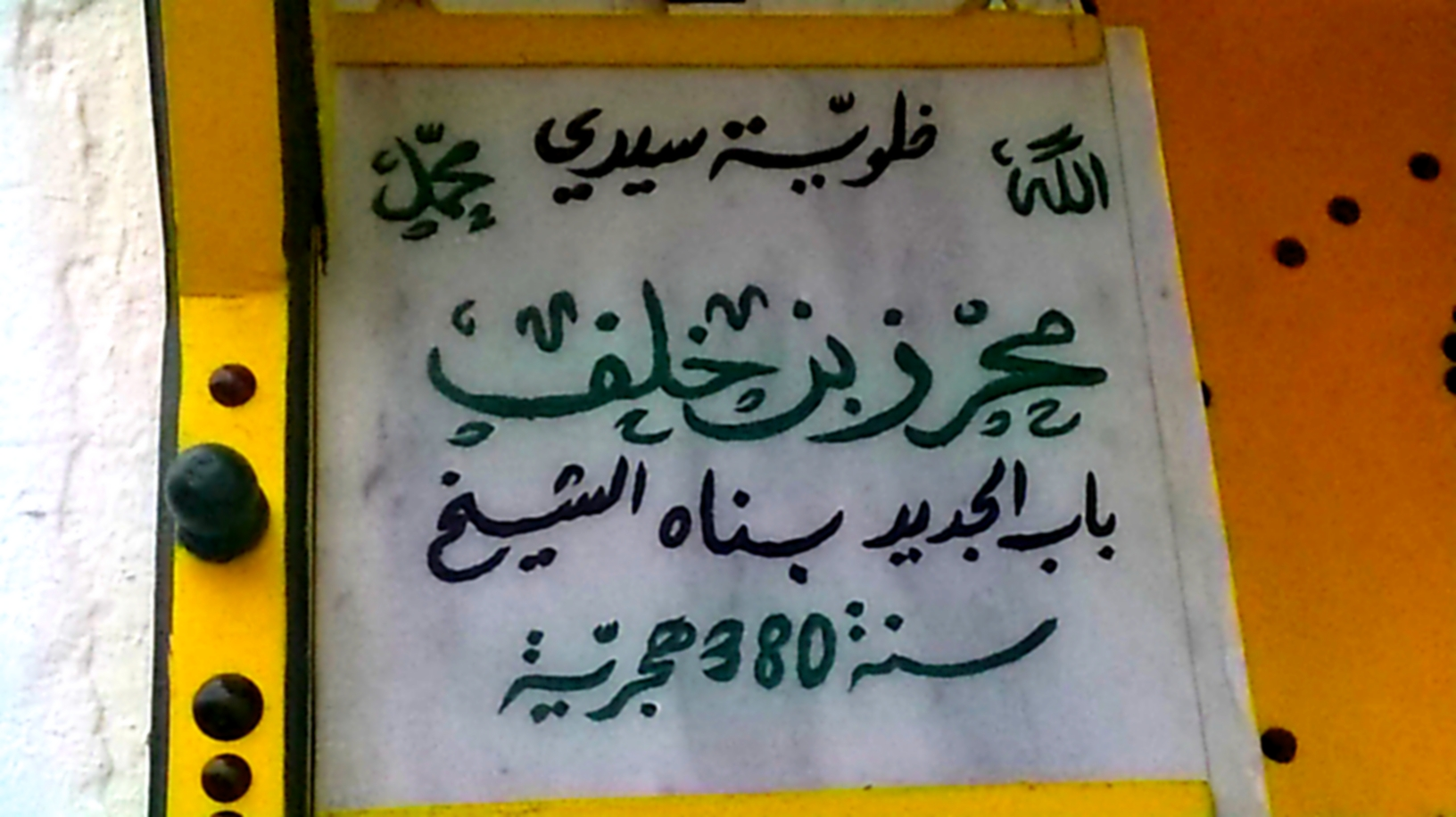
Plaque commémorative de la mosquée.
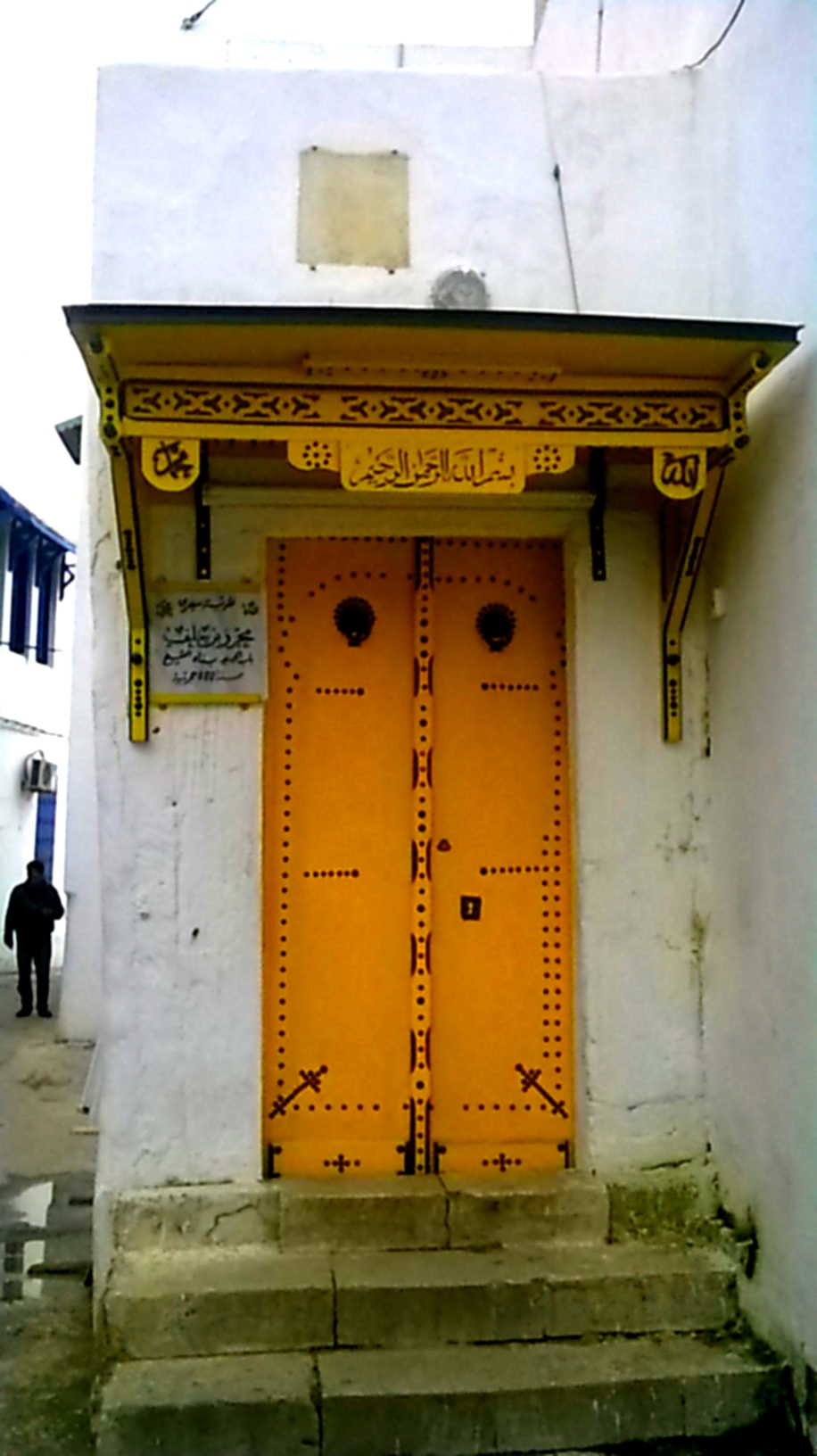
Porte d'entrée.
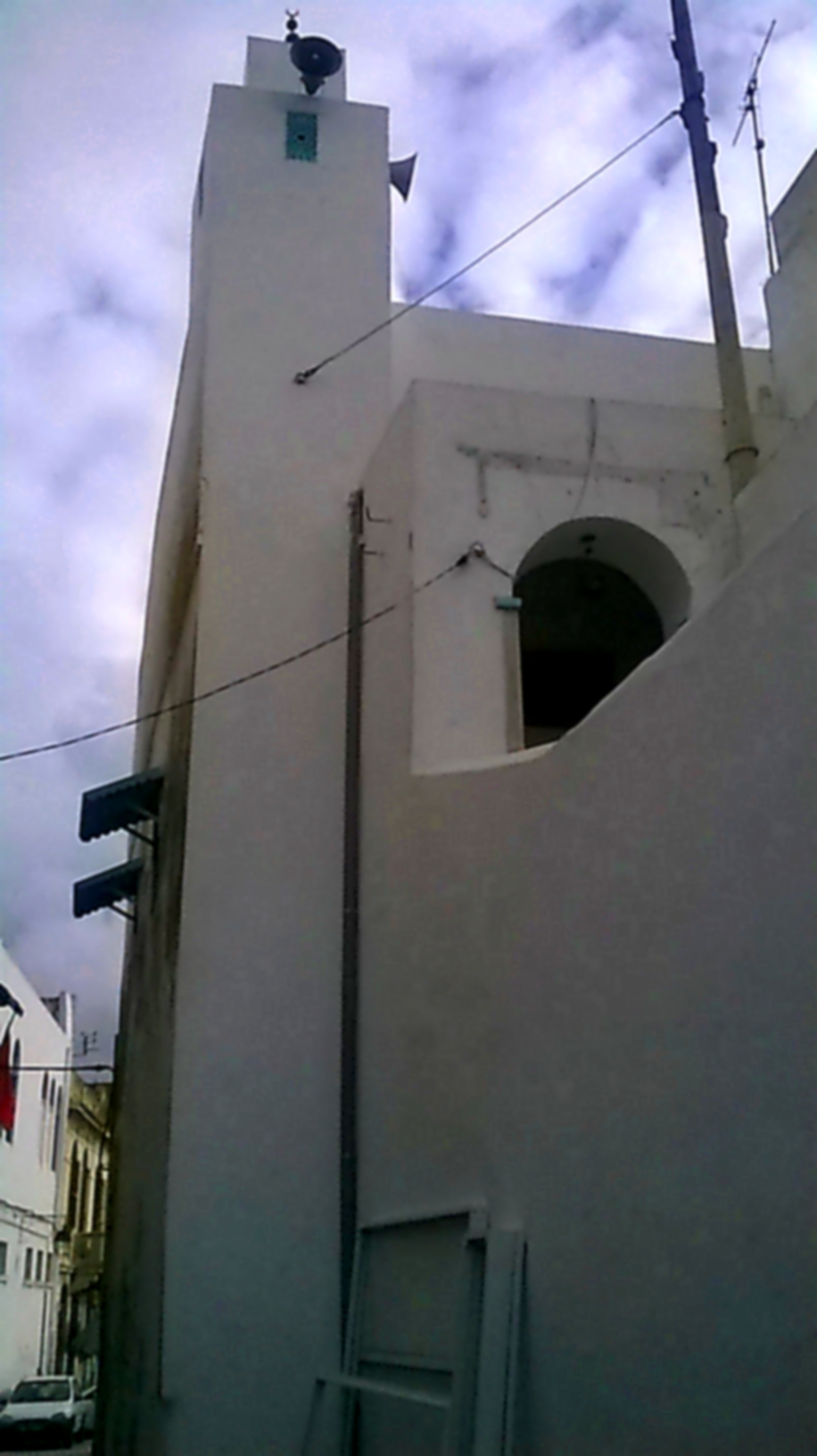
Minaret de la mosquée.